# جويليم باتيستا سانتوس
جويليم باتيستا سانتوس (مواليد 1 مايو 1995) هو لاعب كرة قدم برازيلي.

## وصلات خارجية
- جويليم باتيستا سانتوس على موقع رابطة كرة القدم اليابانية للمحترفين (اليابانية)
- جويليم باتيستا سانتوس على موقع Soccerway.com (الإنجليزية)
- جويليم باتيستا سانتوس على موقع عالم كرة القدم.نت (الإنجليزية)